# Марьевка (Бутурлиновский район)
Марьевка — село в Бутурлиновском районе Воронежской области.
Входит в состав Березовского сельского поселения.

## География

### Улицы
- ул. Луговая.

## Население
| 2010 |
| ---- |
| 28   |